# Esso Baton Rouge (schip, 1938)
De Esso Baton Rouge was een Amerikaans stoomtankschip van 7989 ton, dat in de Tweede Wereldoorlog meermaals door Duitse onderzeeboten is getorpedeerd, en uiteindelijk in 1943 tot zinken is gebracht.
Het werd in juli 1938 afgebouwd op de scheepswerf van Bethlehem Shipbuilding Corp, Sparrow's Point. De eigenaar was Standard Oil Co. en de thuishaven Wilmington, Delaware.

## De eerste aanval
Om 08.44 uur op 8 april 1942, voer de ongeëscorteerde en ongewapende tanker Esso Baton Rouge, met kapitein James S. Poche als gezagvoerder, maar werd geraakt door één G7e torpedo van de U-123 onder commando van Reinhard Hardegen op ongeveer 15 zeemijl ten noordoosten van St. Simons Island, Georgia, in positie 31°02’ N. en 80°53’ W., terwijl het tankschip een zigzagkoers ondernam langs de Oostkust met 13,5 knopen (25 km/u) van Bay Town, Texas naar New York. De tanker werd echter verlicht door het heldere maanlicht en door de U-123 goed waargenomen. Hardegen lanceerde torpedo's naar de Esso Baton Rouge, nadat de U-boot de SS Oklahoma, om 07.52 uur had getorpedeerd. De torpedo sloeg in aan stuurboordzijde tussen de achterbunkers en de motorruimte. Een rookwolk en één naar omhoog opwellende steekvlam overstroomden onmiddellijk de motorruimte en de bemanningskwartieren met zeewater. Het schip zonk snel onder de waterspiegel, met de achtersteven naar 40 voet (6 meter) water en zorgde dat het achterschip met de achtersteven op de ondiepe zeebodem rustte.
De meesten van de acht officieren en 31 manschappen verlieten het schip in twee reddingsboten. Twee mensen waren onmiddellijk gedood door de explosie in de machineruimte. Een andere matroos sprong overboord en werd nooit meer teruggezien. De U-123 verliet het achteroverliggende tankschip Esso Baton Rouge om de noodlijdende SS Oklahoma met kanonvuur af te maken. Hardegen had gedacht dat de getroffen tanker toch volledig zou wegzinken. De overlevenden van beide schepen dreven samen voor de kust van Georgia. De volgende ochtend nam een boot van de Amerikaanse Kustwacht hen op sleeptouw en brachten hen naar Brunswick. De Esso Baton Rouge werd voortgesleept door de bergingssleepboot Resolute en met behulp van USS Willet (ARS-12) naar St. Simon Sound gesleept. De tijdelijke reparaties werden gedaan in Brunswick en op 14 mei, werd de tanker gesleept door de sleepboten Kevin Moran en Henry W. Card naar Baltimore (Maryland), waar het op 22 mei aankwam. De permanente reparaties werden daar gemaakt en het schip kwam terug in dienst op 30 november 1942.

## Definitieve einde
Op zijn laatste reis vertrok de Esso Baton Rouge samen met konvooi UC-1 met als reisroute Swansea, Zuid-Wales, op 16 februari 1943, naar Curaçao.
Zijn eigenlijke ondergang begon tussen 22.17 en 22.20 op 23 februari 1943, toen de U-202 onder leiding van Günter Poser, vier boegtorpedo's op het konvooi UC-1 lanceerde, die op ongeveer 400 zeemijl ten zuiden van de Azoren kruiste. De torpedo's beschadigden de Murena, de British Fortitude en de Empire Norseman. Om 22.21 uur, werd een torpedo afgeschoten die de Esso Baton Rouge ernstig raakte. Het schip werd in colonnepost 43 getroffen door de torpedo aan stuurboordkant en weer tussen de motorruimte en de achterdekbunkers als bijna een jaar eerder. De explosie sleepte het waterdichte schot tussen de tanks en de motorruimte mee weg, vulde het laatstgenoemde compartiment met kerosine, doodde één officier en één matroos die op dekwacht stonden en stopten de machines. Het brandende puin vloog meer dan 50 voet (ong. 15 meter) de lucht in en één artillerist werd daardoor gedood.
Aangezien het schip weer met zijn achtersteven begon weg te zinken, verlieten acht officieren, 35 mensen en 25 artilleristen (het schip werd bewapend met één 4-inch, één 3-inch en acht 20-mm kanonnen) het tankschip in drie reddingsboten, die drie vlotten nog meesleepten, omdat het tankschip nog vooruitgang had. Binnen 90 minuten werden alle overlevenden opgepikt door HMS Totland (Y 88) (LtCdr L.E. Woodhouse, RN). De tanker zonk nu definitief, nu in veel diepere wateren, om ongeveer 04.00 uur, de volgende ochtend in positie 31°15’ N. en 27°22’ W. Twee bemanningsleden, waaronder één artillerist, die beiden ernstig verbrand waren door de vlammenzee, werden behandeld in de reddingssloep met toedienen van eerste hulp en werden aan wal gebracht op Antigua op 4 maart. De resterende overlevenden werden overgebracht naar het Nederlandse stoomvrachtschip Maaskerk en kwamen in Trinidad aan op 6 maart. Van de 68 bemanningsleden stierven 3 man tijdens deze scheepsramp.